# Johann Theodor Schenck

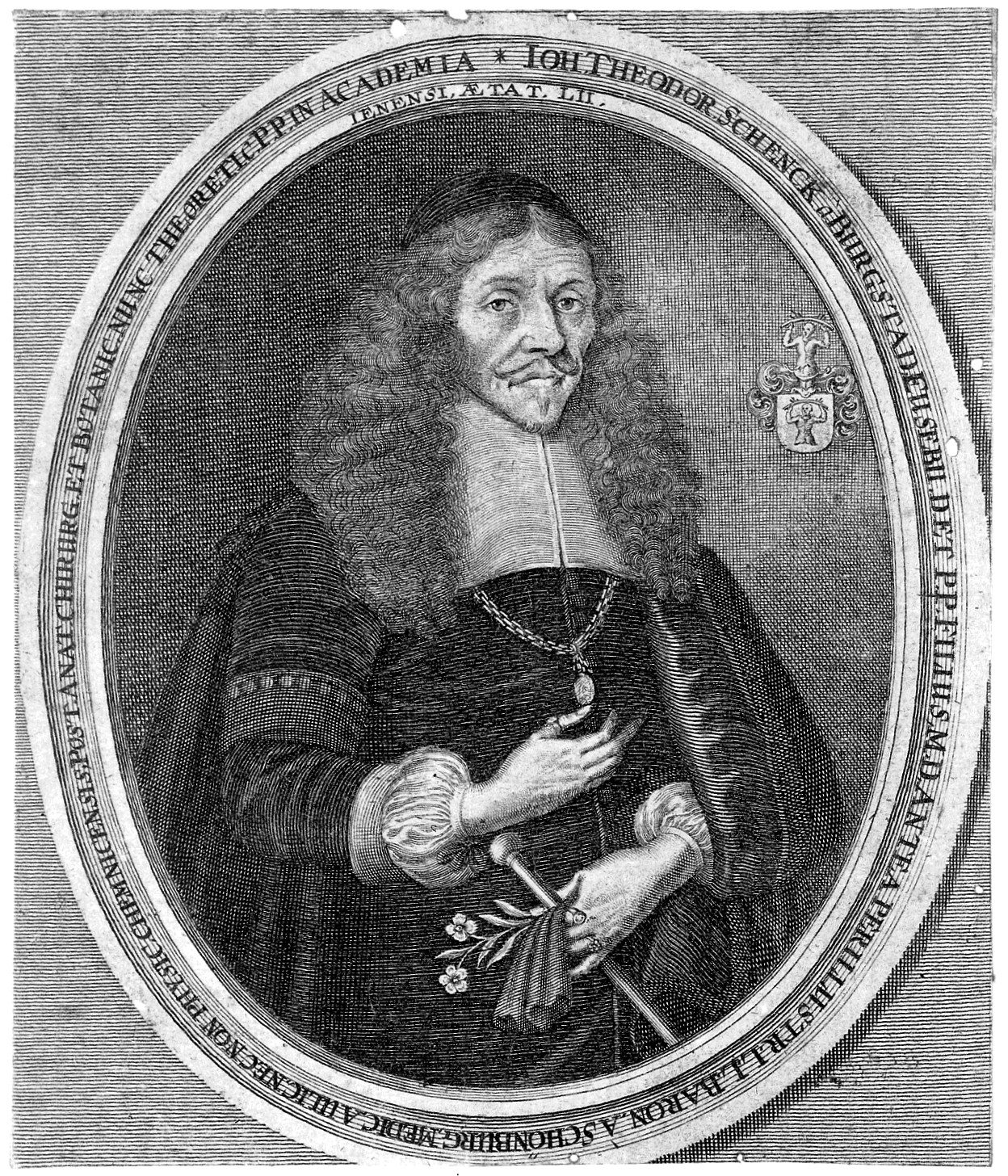
Johann Theodor Schenck im Alter von 52 Jahren

Johann Theodor Schenck (auch: Schenk; * 15. August 1619 in Jena; † 21. Dezember 1671 ebenda) war ein deutscher Mediziner und Botaniker.

## Leben
Schenck war der Sohn des Jenaer Professors der Medizin Eusebius Schenck genannt von Burgstadt (1569–1628) und Ursula Regina Neefe (* 10. Oktober 1585 in Chemnitz; † 14. August 1622 in Jena), die Tochter des Stadtrichters und Handelsmannes Zacharias Neefe (* 24. Februar 1551 in Chemnitz; † 3. Mai 1595 ebenda) und dessen Frau Regina († 1623), die Tochter des Chemnitzer Amtsschössers Wenzel Uswald, hatte bereits früh seine Eltern verloren. Von seinen nächsten Verwandten wurde er 1629 auf die Stadtschule in Naumburg geschickt. Sein Taufpate Johann Gerhard sorgte dafür, dass er 1631 auf die Schule in Arnstadt kam und 1636 die Universität Jena bezog.
Da in Jena die Pest grassierte, begab er sich zu seinem Schwager Nathan Voigt nach Zerbst, der ihn in Medizin und Botanik unterwies. 1638 ging er an die Universität Leipzig, wo Johannes Michaelis sein Lehrer war und 1639 kehrte er nach Jena zurück, wo er bei Werner Rolfinck und bei Paul Marquard Schlegel zwei Jahre lang seine medizinischen Studien fortsetzte. 1641 unternahm er eine Bildungsreise, die ihn an die Universität Altdorf und nach Italien nach Venedig und an die Universität Padua führte. Zurückgekehrt nach Deutschland, absolvierte er in Nürnberg ein Praktikum und kehrte nach Jena zurück, wo er am 7. Dezember 1643 zum Doktor der Medizin promoviert wurde.
1645 hatte er in Jena an der medizinischen Fakultät Vorlesungen gehalten, unterhielt während jener Zeit eine Praxis und wurde zum Stadtphysikus in Chemnitz berufen. Nachdem man ihn zum Leibarzt der Familie von Schönburg gemacht hatte, wurde er 1653 Professor für Anatomie und Botanik an der Universität Jena und 1663 zudem Professor für theoretische Medizin. Er hatte sich auch an den organisatorischen Aufgaben der Jenaer Hochschule beteiligt. So war er mehrmals Dekan der medizinischen Fakultät und drei Mal in den Wintersemestern 1656/57, 1662/63 sowie 1668/69 Rektor der Alma Mater.
Johann Theodor Schenck starb am 21. Dezember 1671 in Jena, am 27. Dezember wurde sein Leichnam in der Jenaer Collegienkirche begraben.

## Familie
Schenk war zweimal verheiratet. Seine erste Ehe schloss er am 19. September 1648 mit Anna († 1657), die Tochter des Kaufmanns und Bürgermeisters in Chemnitz Melchior Straube (* 28. März 1591 in Chemnitz; † 18. Juni 1664 ebenda) und dessen Frau Catharina (* 16. Februar 1600), die Tochter des David Fritzsche und dessen Frau Anna Treptin. Aus dieser Ehe stammen ein Sohn und drei Töchter, die jedoch alle jung verstarben. Seine zweite Ehe ging er am 24. Januar 1659 mit Anna Elisabeth, die Tochter des Jenaer Bürgermeisters Johann Sörgel ein. Die Ehe blieb kinderlos.